# Vroege houtzwam
De vroege houtzwam (Lentinus substrictus) is een schimmel behorend tot de familie Polyporaceae. Hij groeit saprotroof op takken, stammen en stronken van loofbomen (els, wilg, berk, beuk en eik).

## Kenmerken
Hij vormt vruchtlichamen die verdeeld zijn in een hoed en een steel. De 3 tot 6 (-10) cm brede hoed is rond, jong bol en op oudere leeftijd licht ingedeukt tot licht trechtervormig. De rand is lang ingerold en viltig, soms ook wat gefranjerd. De hoedhuid is fijn vervilt tot een netachtige geschubde structuur. Hij heeft een olijf tot grijsbruine kleur en vervaagt tot licht oker tot geelachtig op sommige plaatsen. Soms vertoont de hoed ook een vage concentrische zonering. De witte tot crèmekleurige onderkant wordt afgewisseld met 1 tot 3 mm diepe, zeer fijne poriën die langs de steel lopen. Er is ruimte voor 5 tot 6 poriën per millimeter. De stevige steel is tot 12 mm dik, 2-5 cm lang en aanvankelijk bedekt met een dicht, wit vilt. Laatstgenoemde scheurt als een net van bovenaf open terwijl hij groeit en laat donkere partijen verschijnen, wat resulteert in een ratelend patroon.

## Habitat
De vroege houtzwam is een witrot veroorzakende, saprobiotische houtbewoner. Hij leeft in een breed scala van loofbomen, maar is vooral te vinden op de rode beuk in Midden-Europa. Hij groeit voornamelijk op liggende, bastloze takken, zeldzamer op stammen of stronken. De schimmel geeft de voorkeur aan bodem- en luchtvochtige locaties en komt daarom vooral voor in elzen- en iepweiden en schaduwrijke hellingbossen (bijv. Es-platanenbossen). Vanwege zijn voorkeur voor vochtige locaties, is hij vaak te vinden in de buurt van waterlichamen, in naaldhoutweiden, wilgenstruiken, op beekoevers en aan de randen van heidevelden. Zelden komt hij ook voor in haagbeuken-, eiken- en beukenbossen.

## Verspreiding
Hij komt voor in het gematigde Holarctisch gebied en is wijdverspreid in Europa. In Noorwegen wordt de soort tot op de 71e breedtegraad aangetroffen. In Midden-Europa komt de hij frequent voor. 
In Nederland komt hij algemeen voor. Hij is niet bedreigd en staat niet op de rode lijst.